# Дафни (Атика)
Вижте пояснителната страница за други значения на Дафни.
Дафни (на гръцки: Δάφνη) е град в Гърция. Населението му е 22 913 жители (по данни от 2011 г.). Част е от Атинския метрополен район. Намира се в часова зона UTC+2. Пощенският му код е 143 xx, телефонния 210, а МПС кода е Z.